# Убийцы (группа)
«Убийцы» — российская электроклэш-группа, созданная в 2013 году в Томске. Изначально в состав группы входили Алексей Первяков, сочинявший музыку и вокалистка Виктория Чехова. В текстах песен содержится социальная сатира и ироничное описание проблем современной России. Алексей Первяков черпает вдохновение в творчестве Егора Летова, группы «АукцЫон» и проекта «Седатив», а его музыку сравнивают с «Crystal Castles» и «Барто».

## История
Алексей Первяков сочиняет музыку с 14 лет, пишет портреты. В конце 2000-х годов выпускал электронную музыку под псевдонимом Der Nerv. Виктория Чехова училась в Томском государственном университете на филолога.
Первую песню Алексей и Виктория написали в 2010 году и выложили её в сеть анонимно. Это была композиция в стиле рэп с критикой известного на тот момент в Томске продюсера Илоны Дрозд. Песня стала популярной и даже понравилась самой Илоне, но музыканты не планировали продолжать совместное творчество. Некоторое время спустя, музыканты всё же решили продолжить сочинять песни. Свой проект они назвали «Убийцы», переведя на русский язык название американской рок-группы «The Killers».
В конце октября 2013 года «Убийцы» дали свой первый концерт в томском клубе «Матрас». В этом же году был записан их первый альбом.
В 2016 году Виктория Чехова покидает группу из-за разногласий с Алексеем. Она создаёт свой музыкальный проект под названием «Убийцы Crystal». Ей на смену приходит новая вокалистка, Алина Латунина, которая до этого работала администратором в салоне красоты, однако вскоре и она покинула группу.
В 2017 году был записан EP «Гипноз» совместно с Марией Биттер, которая в дальнейшем занялась сольным проектом.
К 2018 году Алексей Первяков переехал в Санкт-Петербург, где работал над новым проектом «Priroda».
В 2020 году в состав группы входит Егор Древлянин, участник омской нойз-рэп-группы «Шумные и угрожающие выходки» и группы «сукин сын», а также создатель сольного проекта «горе деревянное». При его участии были записаны альбомы «Даная» (2020) и «Твой светлый образ» (2021), снят клип на песню «Ножики».
В 2021 году Алексей Первяков поддержал Татьяну Буланову, выдвигавшую свою кандидатуру на выборы в Законодательное Собрание Санкт-Петербурга от партии «Родина».[значимость факта?]
В 2023 году к составу группы присоединяется барабанщица Мария Трофимчук, участвовавшая до этого в проектах «Сучий потрох», «Лоно» и «Сердоболь».

## Участники

### Текущие участники
- Алексей Первяков — электроника, клавишные, продакшен (2013—настоящее время)
- Егор Древлянин — вокал (2020—настоящее время)
- Мария Трофимчук — барабаны (2023—настоящее время), бэк-вокал (2023—настоящее время), электроника (2023—настоящее время)

### Бывшие участники
- Виктория Чехова — вокал (2013—2016)
- Алина Латунина — вокал (2016)
- Мария Биттер — вокал (2016—2017)

## Дискография
- Убийцы (2013)
- Афина (2014)
- Богиня (2014)
- Гипноз (2017)
- Даная (2020)
- Твой светлый образ (2021)[9]
- И никого не стало (2023)